# Elhárítók
Az Elhárítók (eredeti cím: Eliminators) 2016-ban bemutatott brit–amerikai akcióthriller, amelyet James Nunn rendezett. A főbb szerepekben Scott Adkins, Wade Barrett, Daniel Caltagirone és James Cosmo látható.
A filmet 2016. december 6-án mutatták be a mozikban. Általánosságban vegyes visszajelzéseket kapott a kritikusoktól. 

## Cselekmény
A volt amerikai szövetségi ügynök, Thomas McKenzie, aki mostmár a Martin Parker nevet használja, Londonban él tanúvédelmi program alatt, nyolcéves kislányával, Carlyval. Thomas beépült az amerikai fegyverkereskedő, Charles Cooper bűnszövetkezetébe. Ott akaratlanul beleszeretett Cooper lányába, akit később feleségül vett. A nő meghalt egy autóbombatámadás során, és ezért Cooper Thomast tartja felelősnek. Cooper bosszúból meg akarja ölni, és unokáját a saját gyámsága alá akarja vonni, hogy utódjává nevelhesse a fegyverüzletében. 
Egy fegyvereladási vita során három maffiózó visszaköveteli pénzét Coopertől, mivel azt állítják, a fegyverei átverések, de Cooper a nekik eladott fegyverekkel agyonlövi őket, ezzel bizonyítva, hogy a trió csak át akarta verni. Ezután utasítja asszisztensét, szerezze vissza az unokáját.
Egy éjszaka három fegyveres betörő rossz cím alapján tör be londoni otthonukba, ahol kokaint keresnek. Brutális küzdelem során Thomasra fegyvert szegeznek, Carly nyakához pedig kést szorítanak. Thomas elveszi a fegyvert, és megöli a betörőket. Felhívja az amerikai nagykövetség munkatársát, Gail Callistert, mielőtt fejsérülése miatt elájul.
Thomas megbilincselve ébred a kórházi ágyán, gyilkossággal vádolva, mivel az arca tele van a hírekkel. Carlyt a Kavendish Place-be, a gyermekjóléti szolgálathoz szállítják, ahol Stacey gondjaira bízzák. Cooper, miután végre rátalált, elküldi a halálos brit bérgyilkos George „Bishop” Edwardsot, hogy ölje meg Thomast, és hozza el neki Carlyt.
Thomas régi barátja, Ray Monroe telefonon közli, repülővel érkezik az Amerikai Egyesült Államokból, és két órán belül megérkezik, hogy a brit hatóságokkal rendezze a tanúvédelmi státuszt, mert Callister és az amerikai nagykövetség képtelennek bizonyult a helyzet kezelésére.
Carly miatt aggódva Thomas brutális harcba keveredik három rendőrrel, és megszökik a kórházból. Rátalál a gyermekgondozónak álcázott Bishopra, aki megpróbál feltörni egy adatbázist a Kavendish Place-ben. Bishop megtámadja Thomast, mialatt sikerül megtudnia Carly tartózkodási helyét, ezért egy taxival elmenekül, mielőtt Bishop megállíthatná. Bishop autójában kifinomult számítógépes rendszerek vannak, így lenyomozza a taxit, felhívja Thomast, és közli vele: a viteldíja hihetetlenül veszélyes, és azt tanácsolja, álljon meg egy benzinkútnál. Bishop másodpercekkel később megérkezik, de Thomas már elmenekült.
A benzinkút megfigyelőrendszerét lejátszva Bishop látja, ahogy Thomas felszállt egy teherautó hátuljára, ezért a számítógépek segítségével követi nyomon a járművet. Thomas eléri a drótkötélpálya terminálját, és beszáll egy kabinba, mielőtt Bishop megállíthatná. Bishop a kabinban üvölt két gengszternek, hogy 10 000 fontot fizet nekik, ha kinyírják Thomast. Thomas brutális küzdelemben legyőzi őket, majd egy ártatlan utas mobiltelefonját kéri kölcsön. Sikerül felhívnia Rayt, aki a Temzén átívelő drótkötélpálya termináljánál találkozik vele. Bishop odahajt, és hasba lövi Thomast, miközben az beugrik Ray autójába.
Megérkeznek egy biztonságos házba, ahol Ray kitisztítja a lőtt sebet. Bishop a nyomukra akadt, és a szomszéd lakosztályból kirobbantja a falat. Bishop megöli Rayt, miközben ő és Thomas elmenekülnek. Amikor Bishop visszatér az autójához, Thomas előbukkan a hátsó ülésről, fegyvert fog rá, és utasítja, merre vezessen. Egy dokkhoz érve Thomas megkötözi Bishop kezét, és kérdezgetni kezdi, de Bishop kiszabadul. Brutális harcot vívnak, végül Bishopot a vízbe dobja, és nem jön fel a felszínre. Thomas Bishop autójával jut el Carlyhoz.
Callister végül rendezte a helyzetet a brit hatóságokkal, és egy követségvédelmi csapat érkezik Carly tartózkodási helyére. Mielőtt elmehetnének, Cooper, az asszisztense, Hannah és három testőr érkezik, és lelövik Staceyt, valamint megölik a védelmi csapatot. Cooper megtalálja Carlyt, és elmagyarázza neki, ő a nagyapja, és nagyon szereti őt. Thomas megérkezik, megöli a testőröket, és meglepődve fedezi fel Bishopot. Újabb kegyetlen harcot vívnak, amelyben végül Thomas egy csákányra rúgja Bishopot, ezzel végleg megölve.
Thomas belép a házba, megöli Hannah-t és Coopert, és végre biztonságban visszakapja Carlyt.

## Szereplők
| Szerep                          | Színész                 | Magyar hang      |
| ------------------------------- | ----------------------- | ---------------- |
| Thomas McKenzie / Martin Parker | Scott Adkins            | Király Attila    |
| George "Bishop" Edwards         | Wade Barrett            | Sarádi Zsolt     |
| Ray Monroe                      | Daniel Caltagirone      | Zámbori Soma     |
| Charles Cooper                  | James Cosmo             | Szélyes Imre     |
| Giordani                        | Mem Ferda               |                  |
| Stacey                          | Ty Glaser               | Mezei Kitty      |
| Hannah                          | Olivia Mace             | Tarr Judit       |
| Gail Callister                  | Renée Castle            | Bognár Gyöngyvér |
| Carly                           | Lily Ann Harland-Stubbs | Mikecz Estilla   |
| George                          | Stephen Marcus          |                  |
| Quinn nyomozó                   | Nick Nevern             | Dányi Krisztián  |